# Canton du Rheu
Le canton du Rheu est une circonscription électorale française du département d'Ille-et-Vilaine.

## Histoire
Le canton est créé le 10 février 1790 sous la Révolution française et se trouvait alors dans le district de Rennes. Il disparait au cours du XIXe siècle.
Un nouveau découpage territorial d'Ille-et-Vilaine entre en vigueur à l'occasion des élections départementales de 2015. Il est défini par le décret du 18 février 2014, en application des lois du 17 mai 2013 (loi organique 2013-402 et loi 2013-403). Les conseillers départementaux sont, à compter de ces élections, élus au scrutin majoritaire binominal mixte. Les électeurs de chaque canton élisent au Conseil départemental, nouvelle appellation du Conseil général, deux membres de sexe différent, qui se présentent en binôme de candidats. Les conseillers départementaux sont élus pour 6 ans au scrutin binominal majoritaire à deux tours, l'accès au second tour nécessitant 12,5 % des inscrits au 1er tour. En outre la totalité des conseillers départementaux est renouvelée. Ce nouveau mode de scrutin nécessite un redécoupage des cantons dont le nombre est divisé par deux avec arrondi à l'unité impaire supérieure si ce nombre n'est pas entier impair, assorti de conditions de seuils minimaux. En Ille-et-Vilaine, le nombre de cantons passe ainsi de 53 à 27.
Le canton du Rheu est formé de communes des anciens cantons de Plélan-le-Grand (1 commune), de Montfort-sur-Meu (2 communes), de Mordelles (5 communes) et de Rennes-Sud-Ouest (1 commune). Le canton est entièrement inclus dans l'arrondissement de Rennes. Le bureau centralisateur est situé au Rheu.

## Représentation
| Période élective | Période élective | Mandat | Mandat   | Identité        | Nuance | Nuance | Qualité |
| ---------------- | ---------------- | ------ | -------- | --------------- | ------ | ------ | --- |
| 2015             | 2021             | 2015   | 2021     | Armelle Billard |        | PS     | Cadre supérieur Conseillère municipale de Mordelles (depuis 2001) |
| 2015             | 2021             | 2015   | 2021     | Jean-Luc Chenut |        | PS     | Fonctionnaire Maire du Rheu (2001-2015) Président du conseil départemental d'Ille-et-Vilaine (depuis 2015) Ancien conseiller général du Canton de Mordelles (2008-2015) |
| 2021             | 2028             | 2021   | En cours | Armelle Billard |        | PS     | Cadre supérieur 4e vice-présidente du conseil départemental Conseillère municipale de Mordelles (depuis 2001)                                                           |
| 2021             | 2028             | 2021   | En cours | Jean-Luc Chenut |        | PS     | Fonctionnaire Président du conseil départemental d'Ille-et-Vilaine (depuis 2015)                                                                                        |

### Résultats détaillés

#### Élections de mars 2015
À l'issue du 1er tour des élections départementales de 2015, deux binômes sont en ballottage : Armelle Billard et Jean-Luc Chenut (PS, 44,74 %) et Marie de Blic et Arnaud des Minières (DVD, 23,71 %). Le taux de participation est de 51,9 % (14 840 votants sur 28 594 inscrits) contre 50,9 % au niveau départemental et 50,17 % au niveau national.
Au second tour, Armelle Billard et Jean-Luc Chenut (PS) sont élus avec 61,67 % des suffrages exprimés et un taux de participation de 49,99 % (8 006 voix pour 14 295 votants et 28 593 inscrits).

#### Élections de juin 2021
Le premier tour des élections départementales de 2021 est marqué par un très faible taux de participation (33,26 % au niveau national). Dans le canton du Rheu, ce taux de participation est de 35,96 % (10 986 votants sur 30 547 inscrits) contre 34,85 % au niveau départemental. À l'issue de ce premier tour, deux binômes sont en ballottage : Armelle Billard et Jean-Luc Chenut (PS, 40,86 %) et Gérard Berrée et Ingrid Cormenier (Divers, 25,7 %).
Le second tour des élections est marqué une nouvelle fois par une abstention massive équivalente au premier tour. Les taux de participation sont de 34,36 % au niveau national, 34,98 % dans le département et 35,61 % dans le canton du Rheu. Armelle Billard et Jean-Luc Chenut (PS) sont élus avec 59,42 % des suffrages exprimés (5 984 voix pour 10 881 votants et 30 556 inscrits),,.

## Composition
Le canton du Rheu comprend neuf communes entières.
| Nom                             | Code Insee | Intercommunalité  | Superficie (km2) | Population (dernière pop. légale) | Densité (hab./km2) | Modifier                                    |
| ------------------------------- | ---------- | ----------------- | ---------------- | --------------------------------- | ------------------ | ------------------------------------------- |
| Le Rheu (bureau centralisateur) | 35240      | Rennes Métropole  | 18,89            | 9 823 (2022)                      | 520                | modifier les données · modifier les données |
| Bréal-sous-Montfort             | 35037      | CC de Brocéliande | 33,82            | 6 430 (2022)                      | 190                | modifier les données · modifier les données |
| La Chapelle-Thouarault          | 35065      | Rennes Métropole  | 7,64             | 2 266 (2022)                      | 297                | modifier les données · modifier les données |
| Chavagne                        | 35076      | Rennes Métropole  | 12,44            | 4 562 (2022)                      | 367                | modifier les données · modifier les données |
| Cintré                          | 35080      | Rennes Métropole  | 8,32             | 2 614 (2022)                      | 314                | modifier les données · modifier les données |
| L'Hermitage                     | 35131      | Rennes Métropole  | 6,83             | 4 683 (2022)                      | 686                | modifier les données · modifier les données |
| Mordelles                       | 35196      | Rennes Métropole  | 29,76            | 7 831 (2022)                      | 263                | modifier les données · modifier les données |
| Le Verger                       | 35351      | Rennes Métropole  | 6,96             | 1 404 (2022)                      | 202                | modifier les données · modifier les données |
| Vezin-le-Coquet                 | 35353      | Rennes Métropole  | 7,86             | 6 441 (2022)                      | 819                | modifier les données · modifier les données |
| Canton du Rheu                  | 3524       |                   | 132,52           | 46 054 (2022)                     | 348                | modifier les données                        |

## Démographie
En 2022, le canton comptait 46 054 habitants, en évolution de +10,65 % par rapport à 2016 (Ille-et-Vilaine : +5,46 %, France hors Mayotte : +2,11 %).
| 2013   | 2018   | 2022   |
| ------ | ------ | ------ |
| 38 837 | 43 217 | 46 054 |